# Морзе Наталія Вікторівна
Наталія Вікторівна Морзе (*26 червня 1956, м. Бровари на Київщині) — фахівець з методики викладання математики та інформатики. Доктор педагогічних наук, професор. Академік АН ВШ України з 2010. Член-кореспондент Національної академії педагогічних наук України з 2010.

## Освіта
- Закінчила Київський педінститут ім. О. М. Горького (1977) за спеціальністю «вчитель математики середньої школи»;
- Кандидат педагогічних наук (1986);
- Доктор педагогічних наук (2004).

## Кар'єра
- Працювала вчителем математики у СШ,
- 1981—1983 — завідувач кабінету математики Центрального інституту вдосконалення вчителів,
- З 1983 — викладач кафедри методики викладання математики Київського педінституту.
- 1986—1998 — викладач, доцент каф. інформатики, заст. декана фіз.-мат. факультету Національного пед. університету ім. М. Драгоманова.
- З 1998 — проректор з наукової роботи Академії праці і соціальних відносин.
- З 2002 — професор по кафедрі інформатики.
- З лютого 2007 — проректор з навчально-наукових питань інформатизації та телекомунікаційних систем Національного університету біоресурсів та природокористування.
- Проректор з інформатизації навчально-наукової та управлінської діяльності Київського університету імені Бориса Грінченка.

## Досягнення
- Керівник авторського колективу викладачів, що створив та постійно вдосконалює навчально-методичний комплект з інформатики.
- Автор власних методик навчання інформатики, впровадження дистанційних технологій навчання, використання інформаційно-комунікаційних технологій у навчально-виховному процесі середніх навчальних закладів та вищої школи.
- Науковий керівник, автор адаптації і головний тренер освітньої програми навчання вчителів та майбутніх вчителів щодо ефективного використання ІКТ у навчальному процесі «Intel Навчання для майбутнього» та програми Microsoft «Партнерство в навчанні».

## Наукові праці
Має понад 170 наукових праць, з них понад 50 підручників та посібників, зокрема
- «Методика навчання інформатики» в 4-х частинах,
- підручники «Інформатика −9», «Інформатика −10», Інформатика −11"[5].

## Відзнаки
Відмінник освіти України (2002).
Золота медаль Костянтина Ушинського Національної академії педагогічних наук України (2016).